# Onthophagus pseudoflexicollis
Onthophagus pseudoflexicollis är en skalbaggsart som beskrevs av Moretto 2004. Onthophagus pseudoflexicollis ingår i släktet Onthophagus och familjen bladhorningar. Inga underarter finns listade i Catalogue of Life.